# Paul Truppe
Paul Truppe (* 10. Januar 1913 in Arnoldstein, Kärnten; † 13. Oktober 1997 in Klagenfurt am Wörthersee, Kärnten) war ein österreichischer Politiker.

## Leben
Paul Truppe wuchs in Pessendellach, einem Ortsteil von Arnoldstein auf, besuchte die Volks- und Bürgerschule und absolvierte im Anschluss daran eine Lehre zum Maurer. Als Sozialdemokrat musste er nach dem Erstarken des Austrofaschismus seine politischen Überzeugungen im Geheimen ausleben. Infolgedessen wurde er mehrfach inhaftiert.
Truppe zählte neben Ferdinand Wedenig, Hans Herke und Hans Sima zu einem jener Männer, die 1945, nach Ende des Krieges in Kärnten die Sozialdemokratische Bewegung wieder errichteten. Noch 1945 wurde er als Abgeordneter der Sozialdemokratischen Partei Österreichs (SPÖ) in den Kärntner Landtag gewählt. Auch stieg er zum Präsidenten der Kammer für Arbeiter und Angestellte (AK) auf, und zum Vizepräsidenten des Österreichischen Gewerkschaftsbundes (ÖGB) in Kärnten.
Nach vier Jahren in der Landespolitik wurde Truppe im November 1949 Abgeordneter zum Nationalrat in Wien. Er übte sein Mandat knapp neun Jahre, bis März 1958, aus. Er saß so unter anderem im Sozial- und im Wirtschaftsausschuss des Parlaments. Truppe wurde von der Arbeiterkammer zwangspensioniert und trat bei der Nationalratswahl in Österreich 1959 mit dem Bund demokratischer Sozialisten an.